# Stephanie Frühwirt
Stephanie Frühwirt (* 22. Juli 1980 in Wolfratshausen) ist eine ehemalige deutsche Eishockeyspielerin, die über viele Jahre in der Frauen-Bundesliga und in der  deutschen Nationalmannschaft spielte. International hat sie insgesamt 185 Spiele bestritten und dabei 42 Tore erzielt und 18 Vorlagen gegeben. Sie hat bereits diverse Deutsche Meistertitel erkämpft und nahm an den Olympischen Winterspielen 2002 in Salt Lake City und 2006 in Turin für Deutschland teil.

## Karriere
Frühwirts Heimatverein ist der TV Kornwestheim. Davor war sie bei der ESG Esslingen und dem TuS Geretsried aktiviert. Im Sommer 2004 erlitt sie einen Kreuzbandriss und fiel für den Rest des Jahres aus. Im Frühjahr 2006 zog sie sich aus der Nationalmannschaft zurück. Am Anfang der Saison 2007/08 wechselte sie innerhalb der Bundesliga zum OSC Berlin, bei dem sie im Sommer 2010 ihre Karriere aufgrund einer Knieverletzung beendete.
Während der Sommermonate spielte sie in verschiedenen Teams Inline-Skaterhockey.

## Sportliche Erfolge
- Olympische Winterspiele
  - Olympia 2002 – 6. Platz
  - Olympia 2006 – 5. Platz
- Weltmeisterschaften
  - WM 2000 – 6. Platz
  - WM 2005 – 5. Platz
- Europameisterschaft
  - 1995
- Deutsche Meisterschaften
  - 1994, 1998 sowie 2001 bis 2004 – 1. Platz
  - 2005 – 2. Platz
  - 2006 – 3. Platz